# みんなの作文
みんなの作文（みんなのさくぶん）は子供たちの作文を紹介するニッポン放送の番組。

## 概要
2011年10月より木曜 20:30 - 20:50に開始、2012年4月より月曜 20:30 - 21:00に移動し、新たに朝日放送(ABC)にも同時ネットを開始。（ABCは2013年度上半期は21:15 - 21:45に移動）2012年10月より東海ラジオでも木曜 20:00 - 20:30で放送を開始し、2013年4月のナイター編成では月曜21:00-21:30に移動。2017年9月終了。
- なお、月曜にプロ野球ナイター中継が組まれている場合は、ニッポン放送ではナイター中継のない他の曜日の同時間帯に移動して放送する（このため、前年までのように「月曜もセ・リーグの試合があればナイター中継を行う」という方針が、2012年から撤回された）が、ABCラジオでは2012年度については該当カードが雨天中止にならない限り番組返上となるうえ、2013年度も中継延長時には同様の対応となることがある。一方、東海ラジオは月曜にナイターが組まれた時点で、予め当該時間帯を別番組に差し替え、日曜午前中などに振替放送する。また2013年5月・6月は、隔週で『吉川友のラジオやってみっかぁ!』が放送されていた。
- 番組では、18歳以下（基準として放送年度の3月時点＜2012年度は2013年3月時点＞）の小学生・中学生・高校生を対象に、読書感想、または毎月のテーマに沿った作文を募集し、その中から優秀作品を朗読で紹介する。一部はインターネット放送でもオンデマンド配信される。
- 作品の紹介後、朗読を担当した声優に新山が感想や体験談を聞く。

## ナビゲーター
- 2011年10月 - 2012年3月 仲佐かおり（当時ニッポン放送アナウンサー）
- 2012年4月 - 2017年9月（終了）新山千春（女優）